# المساكين (رواية)
المساكين (بالروسية: Бедные люди)، وتترجم في بعض الأحيان باسم التعساء أو الفقراء، هي أولى روايات فيودور دوستويفسكي، وكتبت على مدى تسعة أشهر بين 1844 و 1845. وكان دوستويفسكي في ضائقة مالية بسبب حياة البذخ التي عاشها وبسبب إدمانه على القمار. ورغم أنه كان قد ترجم عدة روايات أجنبية، فلم تحقق له نجاحا يذكر، وقرر أن يكتب رواية بنفسه في محاولة منه لجمع المال.
القصة مستوحاة من أعمال غوغول وبوشكين وكارامازين، فضلا عن الروايات الإنجليزية والفرنسية، وتمت كتابتها في شكل رسائل بين الشخصيتين الرئيسيتين، ماكار ديفوشكين وفارفارا دوبروسيلوفا، وهما أبناء عمومة فقراء. تعرض الرواية حياة الفقراء وعلاقتهم مع الأغنياء، والفقر بشكل عام، وهي كلها مواضيع مشتركة في الطبيعية الأدبية. تتطور الصداقة بينهما حتى تفقد دوبروسيلوفا اهتمامها بالأدب، ثم تستمر بالتواصل مع ديفوشكين بعد أن يتقدم لها أرمل غني يدعى السيد بيكوف. ديفوشكين هو النموذج الأولي للكاتب الموجود في العديد من أعمال الأدب الطبيعي في ذلك الوقت، ويحتفظ بخصائصه العاطفية. ففي حين أن دوبروسيلوفا تتخلى عن الفن، فإن ديفوشكين لا يمكنه العيش بدون الأدب.
وأشاد النقاد المعاصرين بالرواية لمواضيعها الإنسانية. حيث قال عنها فيساريون بلنسكي أنها أول «رواية اجتماعية» في روسيا، ودعاها ألكسندر هيرزن بأنها “عمل اشتراكي كبير«، وكشف نقاد آخرون ناحية السخرية بها. تستخدم الرواية تعدد الأصوات بشكل معقد من وجهات نظر مختلفة ورواة مختلفين. في البداية، عرض دوستويفسكي الرواية لمجلة» مذكرات الوطن" الليبرالية، وقد نشرت الرواية في مجلد “مجموعة سانت بطرسبرغ" في 15 يناير 1846. وحققت نجاحا كبيرا على الصعيد الوطني. وترجمت أجزاء منها إلى الألمانية من قبل فيلهلم وولفسون، ونشرت في إحدى المجلات عامي 1846/1847.  وقدمت الترجمة الإنجليزية الأولى بقلم لينا ميلمان في عام 1894، مع مقدمة كتبها جورج مور، ولوحة غلاف بريشة أوبري بيردزلي  ونشر من قبل ماثيوز ولين في لندن. 

## نشوء الرواية
أبدى دوستويفسكي اهتمامًا بالأدب منذ طفولته. مكّن اشتراك والدته في مكتبة القراءة العائلة من التعرف على الأدب الروسي المعاصر وغير الروسي. كانت الحكايات القوطية، مثل تلك الخاصة بالكاتبة آن رادكليف، أول نوع أدبي تعرف عليه دوستويفسكي. تضمنت التأثيرات التكوينية على دوستويفسكي أعمال الشاعرين ألكساندر بوشكين وفاسيلي جوكوفسكي، والملحمات البطولية الخاصة بـ«هوميروس» بالعادة والروايات الفروسية الخاص بسيرفانتس ووالتر سكوت.
التحق دوستويفسكي في بداية طفولته بأفضل مدرسة خاصة في موسكو، هي «مدرسة تشيرماك الداخلية»، التي أسسها مهاجر تشيكي انتقل إلى روسيا بعد الحروب النابليونية، وقد ركزت بشدة على الأدب.
نظرًا لتكلفة المدرسة التي بلغت ثمان مائة روبل سنويًا، اضطُر والده للعمل لوقت إضافي وطلب مساعدةً مالية من أقاربه الأرستقراطيين، «الكومانين».
على الرغم من أن دوستويفسكي استقر في حياة جيدة، فقد اضطُر للمغادرة بعد وفاة والدته في 27 سبتمبر 1837 التي أدت لمشاكل مالية لعائلته. أُرسل للدراسة في الجامعة التقنية الهندسية العسكرية. واجه مشاكل في التكيف مع الحياة هناك، لكنه نجح في التخرج في 12 أغسطس 1843 مهندسا عسكريا.
بعد تخرجه، عاش حياةً ليبراليةً بدرجة كبيرة، إذ حضر العديد من المسرحيات وعروض الباليه الخاصة بالملحنين «أولي بول» و«فرانز ليست»، واستأجر شقة باهظة الثمن، «بيت بريانيشنيكوف»، مقابل 1200 روبل، على الرغم من أنه كان يجني 5000 روبل فقط سنويًا. كانت هذه الأحداث بالإضافة لتعرفه على الكازينوهات مسؤولةً عن تدهور وضعه المالي. عمل مترجما، لكن الترجمات التي أنجزها في عام 1843 لم تكن ناجحة جدًا، مثل رواية «أوجيني غراندي» للكاتب أونوريه دي بلزاك ورواية «ألديني الأخير» للكاتبة جورج ساند.
استنزفت مقامراته ورهاناته على ألعاب البلياردو أمواله بشكل هائل بسبب خسائره المتكررة. نتيجة لذلك، غالبًا ما أُجبر دوستويفسكي على اقتراض المال من أقاربه، لكنه شعر بعدم الارتياح للقيام بذلك وقرر أن يكتب رواية لجني الأموال. كتب دوستويفسكي مخاطبًا أخاه «ميخائيل»: مصيري يعتمد على تغطية روايتي لجميع نفقاتي، وإذا فشلت في ذلك، فسوف أشنق نفسي.
بدأ دوستويفسكي كتابة رواية المساكين في أوائل عام 1844. وذكر ذلك لأول مرة في رسالة إلى ميخائيل في 30 سبتمبر 1844: «أنا أكتب رواية بحجم رواية أوجيني غراندي. إنها عمل أصلي إلى حد ما.» كتب دوستويفسكي مخاطبًا شقيقه في 23 مارس 1845: «لقد أنهيت كتابة الرواية في نوفمبر، ثم أعدت كتابتها في ديسمبر، ثم مرة أخرى خلال شهري فبراير ومارس. أنا راضٍ جدًا عن روايتي. إنها عمل أدبي جاد وأنيق...» في وقت ما حول أبريل 1845، اقترح صديقه «ديمتري غريغوروفيتش»، الذي كان زميله في السكن منذ خريف عام 1844، عرض مخطوطة روايته على الشاعر نيكولاي نيكراسوف، الذي كان يخطط لنشر مقتطفات أدبية مُختارة في عام 1846. أخذ دوستويفسكي المخطوطة إلى نيكراسوف وعاد إلى المنزل. بعد ذلك بوقت قصير، رن جرس باب منزله، وفتح الباب أمام نيكراسوف وغريغوروفيتش المتحمسان لروايته الأولى، وهنآه عليها، وذلك بعد أن قرآ 10 صفحات منها فقط. أنهى الرجال الثلاث العمل المُؤلف من 112 صفحة خلال الليل في شقة دوستويفسكي.
في صباح اليوم التالي، ذهبوا إلى الناقد فيساريون بلنسكي؛ وصف نيكراسوف دوستويفسكي ب غوغول الجديد.
على الرغم من أن بيلينسكي أجاب على نحو ساخر قائلًا: «يبدو أن أشباه غوغول ينبثقون بسرعة.» لم يعتقد دوستويفسكي أن كتابه سيحصل على تقييم إيجابي من بيلينسكي، ولكن عندما زار نيكراسوف منزله في المساء، فقد أراد بيلينسكي مقابلة دوستويفسكي لتهنئته على روايته الأولى. اقترح دوستويفسكي نشر رواية المساكين في مجلة «فاذرلاند نوتس» الأدبية، ولكنها نُشرت بدلًا من ذلك في روزنامة «مجموعة سانت بطرسبرغ» في 15 يناير 1846.

## الترجمة العربية
هنالك عدة ترجمات عربية:
- سعد الغزالي بعنوان المساكين.
- سامي الدروبي عن اللغة الفرنسية بعنوان الفقراء.

## روابط خارجية
- المساكين على موقع الموسوعة البريطانية (الإنجليزية)